# Jerome (Arkansas)
Jerome es una localidad en el condado de Drew, Arkansas, Estados Unidos. 
Durante la Segunda Guerra Mundial, su término municipal albergó un campo de concentración para japoneses, el Jerome War Relocation Center (1942-1944). Posteriormente fue usado como una prisión para soldados alemanes.

## Geografía
Jerome se localiza a 33°23′57″N 91°28′4″O / 33.39917, -91.46778. De acuerdo a la Oficina del Censo de los Estados Unidos, la ciudad tiene un área total de 0,5 km², de los cuales el 100% corresponde a terreno seco.

## Demografía
Según el censo de 2000, había 46 personas, 18 hogares y 16 familias en la ciudad. La densidad de población era 92,0 hab/km². Había 20 viviendas para una densidad promedio de 42,9 por kilómetro cuadrado. De la población el 76,09% eran blancos, el 6,52% afroamericanos y el 17,39% de otras razas. El 17,39% de la población eran hispanos o latinos de cualquier raza.
Se contaron 18 hogares, de los cuales el 33,3% tenían niños menores de 18 años, el 72,2% eran parejas casadas viviendo juntos, el 5,6% tenían una mujer como cabeza del hogar sin marido presente y el 11,1% eran hogares no familiares. El 11,1% de los hogares estaban formados por un solo miembro y el 5,6% tenían a un mayor de 65 años viviendo solo. La cantidad de miembros promedio por hogar era de 2,56 y el tamaño promedio de familia era de 2,69 miembros.
En la ciudad la población estaba distribuida en: 17,4% menores de 18 años, 6,5% entre 18 y 24, 28,3% entre 25 y 44, 28,3% entre 45 y 64 y 19,6% tenían 65 o más años. La edad media fue 44 años. Por cada 100 mujeres había 109,1 varones. Por cada 100 mujeres mayores de 18 años había 100,0 varones.
El ingreso medio para un hogar en la ciudad fue de $29.167 y el ingreso medio para una familia $29.167. Los hombres tuvieron un ingreso promedio de $18.333 contra $28.125 de las mujeres. El ingreso per cápita de la ciudad fue de $11.707. 0,0% de las familias y 3,6% de la población estaban por debajo de la línea de pobreza, 0,0% de los cuales eran menores de 18 o mayores de 65 años.